# エオシノプテリクス
エオシノプテリクス（学名 : Eosinopteryx）は、1億6300万年前のジュラ紀に生息した獣脚類の恐竜。全長およそ30cmにも満たないとされ、鳥類を除く最小の恐竜の1つと推測されている。体つきは陸上を走行するのに適しており、肉食と推測されている。タイプ種はEosinopteryx brevipenna。

## 発見と命名
化石標本は中国の遼寧省に分布するオックスフォーディアン期の地層から発見されている。学名の由来は「夜明けの中国の翼」である。発見当時はトロオドン科に分類されていたが、後年の研究でマニラプトル類の中の原鳥類のクレードに近縁なアンキオルニス科に属するのではないかとする見解が出されている。

## 生態
尾はアンキオルニス科にしては非常に短く、風切り羽がない。また、後ろ足のかぎ爪が消失しているのも大きな特徴。サウサンプトン大学の研究者は2013年に「飛行の起源が想像以上に複雑だった可能性がある」と語っている。